# Hei-tiki

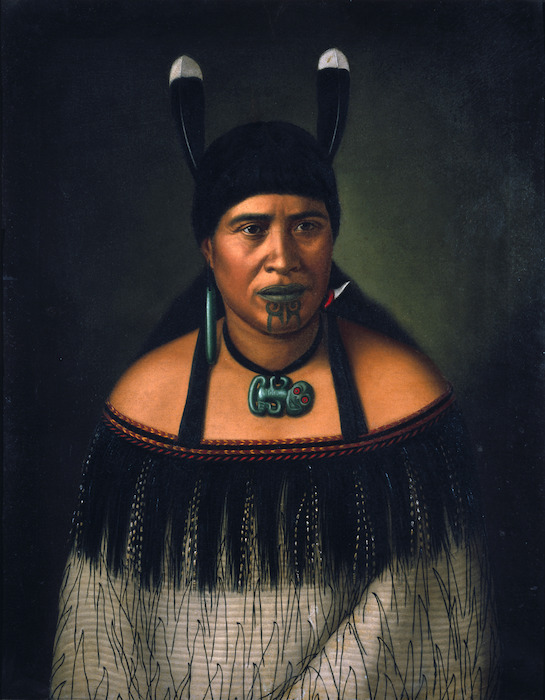
Hinepare, mulher da tribo Ngāti Kahungunu tribe, ostentando um hei-tiki

O hei-tiki é um pingente ornamental dos Māori. "Hei" significa usar em volta do pescoço. É um amuleto de boa sorte e também um símbolo de fertilidade. São geralmente feitos de pounamu (jade) e são tidos como preciosos. Ele é comumente referido como tiki, um termo que de fato se refere a grandes figuras humanas esculpidas em madeira. e também pequenas talhas de madeira usadas para marcar lugares sagrados.